# Mortalium animos

Papežský znak Pia XI.

Mortalium animos (O jednotě křesťanů) je encyklika papeže Pia XI. z 6. ledna 1928. Velmi kriticky se staví k ekumenickým snahám, varuje před názory, které se snaží vytvářet jakousi „všekřesťanskou“ jednotu, zakazuje katolíkům účastnit se takových ekumenických setkání. Nekatolické křesťany („zbloudilé dítky“) též encyklika vybízí k návratu k pravé víře a pravé církvi, ve které dle jejích slov „není a nezůstává nikdo, kdo se poslušně nepodrobuje autoritě Petrově a jeho právoplatných nástupců a neuznává takto jejich moc“.

## Obsah encykliky
Pius XI. se v encyklice zmiňuje o kongresech, shromážděních a konferencích, na které jsou k diskusi o víře zvány osoby z nejširších kruhů, dokonce i nekřesťané, načež pokračuje: „Katolíci rozhodně nemohou schvalovat takové pokusy, které vycházejí z bludné nauky, podle níž všechna náboženství jsou více méně stejně chvályhodná a dobrá, poněvadž prý jen různými způsoby vyjadřují všem společné cítění, které nás povznáší k Bohu a vede k uznání jeho nejvyšší svrchovanosti. … Z toho zřejmě vyplývá, že všichni, kteří takové teorie a pokusy bezvýhradně schvalují, zříkají se zcela náboženství Bohem zjeveného.“
V encyklice papež označuje takovéto názory za veliké nebezpečí, které podrývá základy katolické víry. Zmiňuje též vytváření různých ekumenických spolků, které většinou vedou nekatoličtí vůdci.
Encyklika pokračuje vysvětlováním katolického pohledu na podstatu církve a její jednotu. Zdůrazňuje jedinečnost Kristovy církve, kterou je církev katolická. Encyklika se též zabývá některými jednotlivými názory na roli a podstatu církve či papeže.
Pius XI. se ostře staví proti snahám nekatolíků o vyjednávání s katolickou církví jako rovný s rovným:
Ze všech nekatolíků, kteří mají plná ústa křesťanského společenství, však nenapadne ani jednomu, aby se podřídil autoritě náměstka Ježíše Krista a naslouchal jeho učení. Prozatím prohlašují ochotu vyjednávat s římskou Církví, ale na stejné úrovni, jako rovný s rovným. Není však pochybnosti, že kdyby jim bylo dovoleno takto vyjednávat, učinili by to s úmyslem dospět k dohodě, jež by jim umožnila podržet staré názory, které jsou příčinou, proč bloudí mimo jediné stádo Ježíše Krista. Je jasné, že Svatý Stolec za těchto okolností se nemůže žádným způsobem účastnit těchto konferencí. Z těchže důvodů se nemohou katolíci zúčastňovat takových podniků a podporovat je. … To by bylo počínání svrchovaně hříšné.

Přejí-li si nekatolíci jednotu, vybízí je encyklika k návratu ke katolické církvi a přijetí jejího učení, „protože tato jednota nemůže vzniknout jinak než z jednoho učitelského úřadu, jednoho pravidla víry a z jedné víry v Krista“.